# لايز أوف بي
لايز أوف بي (بالإنجليزية: Lies of P)‏ هي لعبة أكشن تقمص الأدوار من تطوير راوند 8 ستوديو و تم نشر من قبل نيوويز غيمز، صدرت اللعبة في 16 سبتمبر 2023، على مايكروسوفت ويندوز، بلاي ستيشن 5 وإكس بوكس سيريس إكس وسيريس إس.